# Hyttsjöïta
La hyttsjöita és un mineral de la classe dels silicats. Rep el nom per Hytssjon, un llac a l'oest de les mines de Långban.

## Característiques
La hyttsjöita és un silicat de fórmula química Pb₁₈Ba₂Ca₅Mn²⁺₂Fe³⁺₂Si₃₀O₉₀Cl(H₂O)₆. Cristal·litza en el sistema trigonal.
Segons la classificació de Nickel-Strunz, la hyttsjoïta pertany a «09.EG - Fil·losilicats amb xarxes dobles amb 6-enllaços més grans» juntament amb els següents minerals: cymrita, naujakasita, manganonaujakasita, dmisteinbergita, kampfita, strätlingita, vertumnita, eggletonita, ganofil·lita, tamaïta, coombsita, zussmanita, franklinfilita, lennilenapeïta, parsettensita, estilpnomelana, latiumita, toscanita, jagoïta, wickenburgita, armbrusterita, britvinita i bannisterita.

## Formació i jaciments
Va ser descoberta a Långban, dins el municipi de Filipstad, al comtat de Värmland (Suècia). Es tracta de l'únic indret de tot el planeta on ha estat descrita aquesta espècie mineral.